# Опсада пасаргадског брда
Опсада пасаргадског брда (550. п. н. е.) била је једна у низу битака између Међана предвођених Астијагом и Персијанаца под вођством Кира Великог током Персијског устанка.

## Позадина
Након херојског отпора у бици код персијске границе, Кир Велики и Оебар су се повукли у планине код Пасаргада, где су блокирали све уске кланце који воде у Персију. Са собом су повели и све персијске мушкарце, жене, децу и старце. Оебар је одлучио да брани пролазе са 10.000 тешких пешака, и поставио је снаге и на путеве које су водили у Персију што је требало онемогући међанско напредовање. Истовремено, међански владар Астијаг ке одлучио да пронађе пролаз кроз планине и тако опколи Персијанце, али је то било врло тешко будући да је планина висока, литице стрме, а пролази блокирани великим каменим зидовима.
Око 100.000 Астијагових међанских војника је одлучило да се пење уз стрму планину и тако изненади Кира и персијске цивиле. Међани су затим окружили узвишење, након чега су напали пролазе које су чували тешко наоружани Персијанци. Међутим, конфигурација терена је онемогућила да међанска бројчана предност дође до изражаја. Истовремено, остатак међанских трупа се пробијао кроз густу шуму храстова и дивљих маслина, па су након мукотрпног пробоја успели да дођу до персијске војске.

## Битка
Према Максу Данкеру:

„Песзијанци су се ипак храбрије борили; на једном месту је напредовао Кир, док је на другом војнике водио Оебар који их је подстицао на борбу уверавањима да не смеју да допусте да Међани масакрирају њихове породице. Стога су кренули у фанатичан напад и почели су масовно да бацају стене након што су остали без копаља,...“

Међани нису издржали одлучан персијски противудар, па се њихова војска повукла. Персијанци су се вратили на узвишење где су очекивали још један међански напад. Окружени и без излаза, Кир Велики нашао се у незавидној позицији и почео је да се моли:

„Он је запалио околне чемпресе и ловоре, као симбол жртве човека који је у невољи односно очајним околностима. Затим су уследиле муње и бљескови; Кир је дубоко потонуо у молитву, док су изнад летеле птице као предсказање да ће се опет вратити у Пасаргад...“

Персијанци који су били стационирани на брежуљку знали су да се спрема одлучујућа битка против надмоћније међанске војске, и да ће се о судбини Персије односно о будућности њиховог народа одлучивати следећег јутра. Према древним изворима, појава птица изнад Кира који се молио протумачена је као позитиван знак што их је тешило уочи коначног обрачуна.
Idućeg jutra Међани su pokrenuli odlučan napad, a Perсijanci su se nezaboravno borili što je impresioniralo i samog међанског vladara Astijaga koji se bojao да će iscrpеti svoje велике snage. Претходно је стационирао 50.000 војника у долини око брежуљка и наредио им да убију све оне које покушају да се спусте:

„...Астијаг је поставио 50.000 трупа у подножју планине око које се водила борба, и заповедио им да погубе све оне који покушају да побегну...“

Међутим, међански војници нису били у могућности да побегнуи са бојишта, већ су се борили жестоко као никада раније. Персијанци су били бројчано и технолошки надјачани, што је изазивало панику у Кировим редовима; одлучили су да се врате на врх брежуљка где су биле њихове жене са децом. Када су Персијанке виделе да су се њихови мужеви повукли, трчале су им у сусрет и очајнички им завапиле:

„Кукавице, зар мислите да одлете одавде, или пузите у загрљаје оних које су вас родиле?“

Након тих речи, персијски војници су били постиђени, и схватили су за које се вредности боре; своје жене, децу и домовину. То им је наводно дало храброст, па су се фанатично вратили на бојиште где су их на падинама чекали међански војници, и их тешко поразили:

„...Персијанци су се окренули, напали Међане на обронцима планине, и побили њих 60.000...“

Персијске жене се према овим историјским документима сматрају пресудним за исход битке, па су биле награђене за њихов подстицај. Плутарх наводи:

„Плач и очај жена довео је до прекретнице у бици, па је због тога Кир донео закон према коме када год краљ дође у Пасаргад, свака жена мора да добије комадић злата. Артаксеркс III је покушао да избегне тај закон, а када је Александар Македонски два пута посетио град, поклонио је двоструку суму свим женама које су имале децу.“

Кир је поновно победио Међане, а затим је заузео њихов логор. Када је дошао у Астијагов напуштени штатор пронашао је разне предмете најмоћнијег владара света из тог доба. Оебар је затим крунисао Кира за новог краља, уз речи:

„Ти си више достојан да је носиш; то је плод твојих врлина, и јемство да ће Персијанци владати над Међанима.“

Након тога, сви народи који су некада били подређени Међанима прхватили су Кира за свог владара. Неизмерна богатства која су била пронађена међанским шаторима премештена су под надзором Оебара у персијски град Пасаргад.

## Последице
Гласине о персијској победи су се проширле до свих страна Међанског царства:

„Није било потребно превише времена да се вест о поразу Астијага рашири земљом, након чега су га напустили већина народа и њихових владара. Први међу њима били су Хирканијци који су признали легитимитет Кира као краља и помогли му са 50.000 људи, након чега су исто учинили и Парти, Саки, Бактријци, и други народи, који су журили да пристигну пре осталих“

Овом великом победом Кир Велики није само спасио Персију и судбину персијског народа, већ је и створио темеље за прву свјетску империју која раније у историји није имала премца, чега вероватно уочи саме битке није био ни свестан. Међутим, Кир је имао још једну препреку на путу до стварања Ахеменидског Персијског царства; неки Међани су остали лојални Астијагу, па зато рат још није био завршеn.
Битка код пасаргадског брда има велики значај у историји будући да се њеним исходом одлучивало о судбини персијског народа који је био пред потпуним уништењем, али им је њихова победа омогућила не само опстанак већ и преузимање доминације над Ираном која траје већ преко 2500 година; Персијанци данас чине 2/3 иранске популације, а њихова култура доминира већим дијелом регије.

### Античка дела
- Ктезије: Персика
- Диодор са Сицилије: Библиотека (Ιστορικη Βιβλιοθήκη)
- Николај из Дамаска: Фрагменти дела
- Страбон: Историја (XV. 3.8)

### Савремена дела
- Duncker, Max (1881). History of Antiquity. London: Richard Bentley.
- Rawlinson, George (2007) [1885]. The Seven Great Monarchies of the Ancient Eastern World. New York: John B. Eldan Press.
- Dandamaev, M. A. (1989). A Political History of the Achaemenid Empire. BRILL. ISBN 978-90-04-09172-6.
- W. B. Fischer, Ilya Gershevitch, Ehsan Yarshster: Cambridge History of Iran, Cambridge University Press, 1. v., 1993.